# 周辅成
周辅成（1911年6月20日—2009年5月22日），四川省江津县人。中国伦理学家、哲学家。曾为武汉大学、北京大学教授。曾任中国伦理学会副会长。

## 著作
《论人和人的解放》